# Stanislaus Cauer

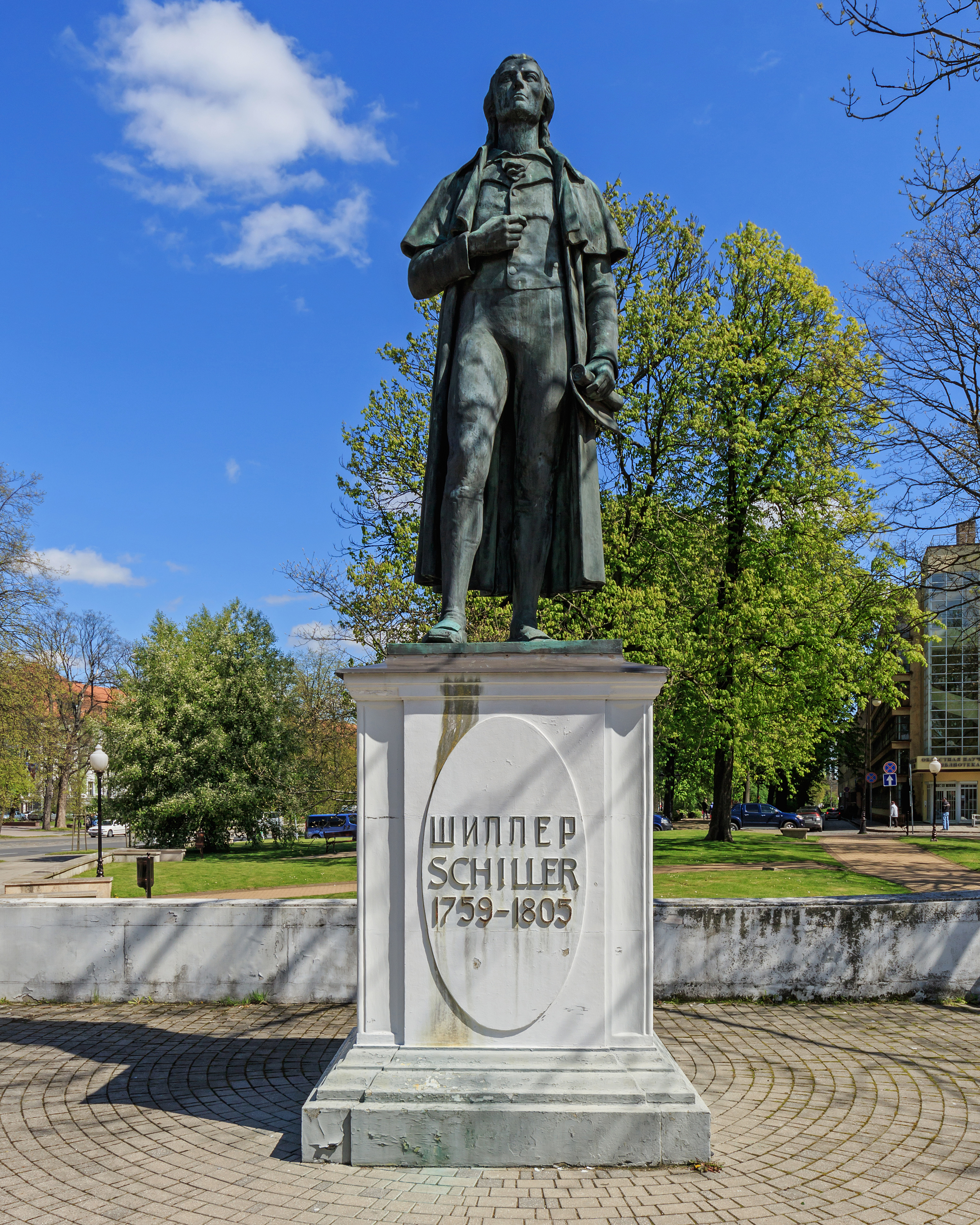
Schillerdenkmal in Königsberg, 1910 aufgestellt

Stanislaus Cauer (* 18. Oktober 1867 in Kreuznach; † 8. März 1943 in Königsberg) war ein deutscher Bildhauer, Medailleur und Hochschullehrer. Sein bekanntestes erhaltenes Werk ist das Schillerdenkmal in Königsberg, seit 1946 „Kaliningrad“.

## Leben
Stanislaus Cauer war ein Sohn des Bildhauers Robert Cauer der Ältere und seiner Frau Auguste geb. Schmidt. Er hatte acht Geschwister. Sowohl sein älterer Bruder Ludwig (1866–1947) als auch sein jüngerer Bruder Fritz (1874–1945) wurden ebenfalls Bildhauer; auch weitere Mitglieder der Familie Cauer waren Künstler. Über das väterliche Künstlererbe sagte er: „Von meinem Vater habe ich durch Vererbung die lyrisch romantische Begabung, die dann durch das Leben und Schaffen in Rom und die Bekanntschaft namhafter deutscher Künstler wie Louis Tuaillon, August Gaul, Artur Volkmann, August Kraus, Ludwig von Hofmann, Otto Greiner, Robert Wellmann und andere sich mehr zu einer klassischen plastischen Auffassung steigerte“.
Das Bildhauerhandwerk erlernte Cauer von seinem 15. Lebensjahr an bei seinem Vater in dessen Atelier in Rom. Anschließend unternahm er Studienreisen, unter anderen nach Frankreich und in die Niederlande. 1897 heiratete er in Rom. 1905 kehrte er nach Berlin zurück und wurde 1907 als Nachfolger von Friedrich Reusch (1843–1906) zum Professor und Leiter der Bildhauerklasse an die Kunstakademie Königsberg berufen. Zu seinen Schülern gehörten Gertrud Classen, Otto Drengwitz, Christiane Gerstel-Naubereit, Hilde Leest, Paul Koralus und Fritz Szalinski. 1925 organisierte Cauer eine Ausstellung von Kleinplastiken an der Akademie, darunter mit Werken von Käthe Kollwitz. Ab Herbst 1931 hielt er sich zu einem längeren Arbeitsaufenthalt in der Villa Romana in Florenz auf und schuf dort mehrere Porträtbüsten, unter anderem von dem Archäologen Christian Hülsen. Bis 1941 war er an der Akademie tätig. 1938, 1941 und 1942 stellte er insgesamt vier Werke auf den Großen Deutschen Kunstausstellungen aus.
Cauer starb 1943; er wurde auf dem Friedhof der Juditter Kirche beigesetzt. Sein Grab ist nicht erhalten. Seine Werkstatt (Werkzeug und Material) überließ er dem Bildhauer Arthur Steiner (1885–1960).

## Werk

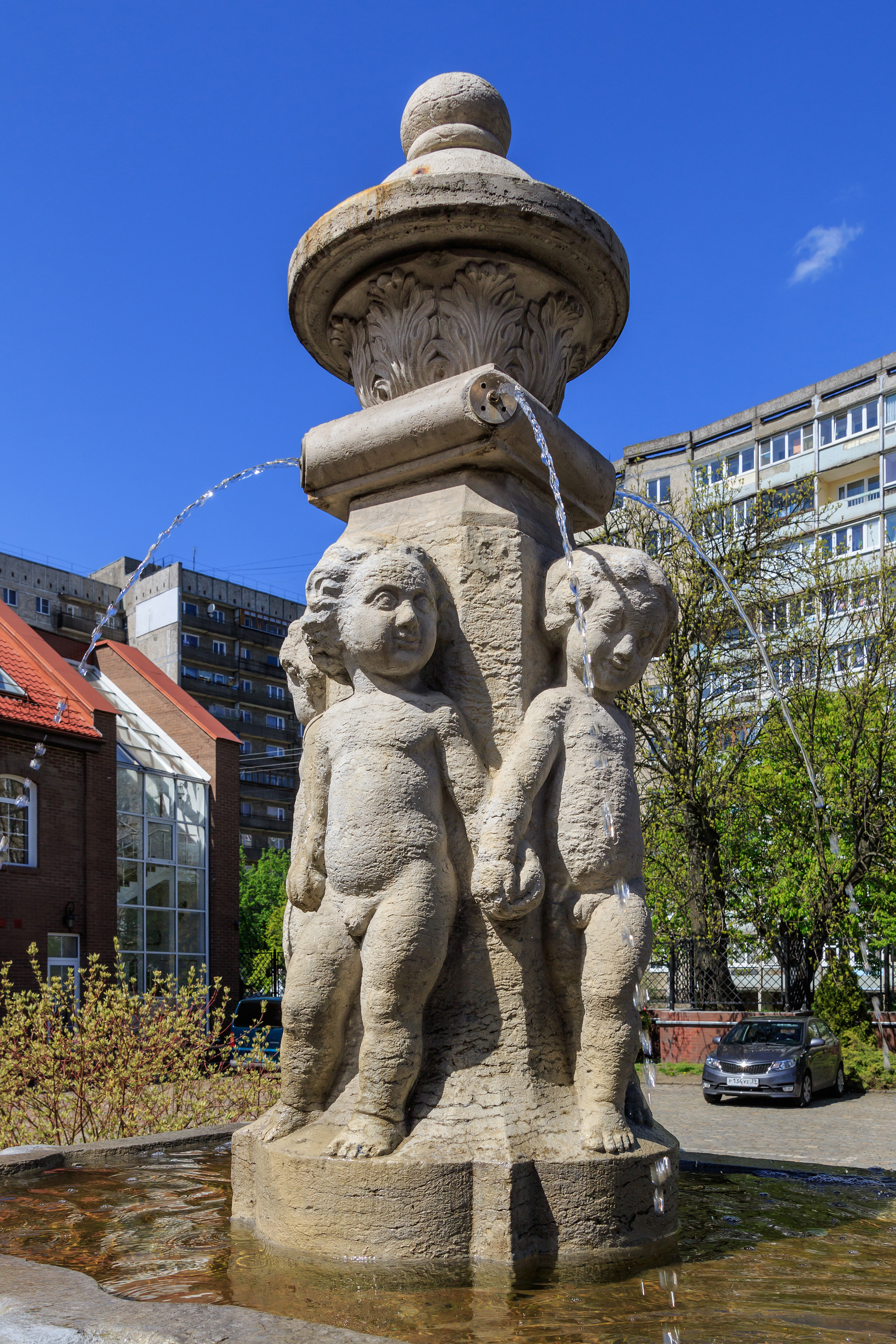
Puttenbrunnen in Königsberg

Cauer schuf Figuren aus Stein und Bronze, auch Brunnen gehörten zu seinen Werken. Im heutigen Kaliningrad sind neben dem Schillerdenkmal im öffentlichen Raum die Marmorskulptur Nach dem Bade neben dem „Haus des Künstlers“, zwei Geflügelte weibliche Relieffiguren, Genien mit Kranz und Füllhorn und das Herkulesrelief an der Hammerteichschleuse erhalten. Zerstört wurden der Apfeldieb auf dem Altstädter Markt und Denkmale für Immanuel Kant, Nicolaus Copernicus, Johann Gottfried Herder und Lovis Corinth, die sich über dem Eingang der Burgschule in Königsberg befanden. Diese von Wilhelm (William) Ehrich in Muschelkalk gemeißelten Köpfe wurden 1945 zerstört. „Wir standen vor der Schule, an deren Eingang vier Büsten angebracht waren. Der Oberst rief den Direktor der Schule zu sich und befahl, die Köpfe abzuschlagen. Ich habe dabei die Leiter gehalten, die Köpfe warfen wir in einen Bombentrichter“, berichtete der spätere Schriftsteller Juri Nikolajewitsch Iwanow. Ehrich wanderte 1929 nach Amerika aus, wo er Cauers Tradition der öffentlichen Monumentalkunst weiterführte, zum Teil als Leiter des Federal Art Project in Buffalo, New York. Er wurde Resident-Bildhauer und Professor der Universität Rochester und wurde besonders für sein Ehrendenkmal zu Goethes 200. Geburtstag bekannt.
Im Jahr 1907 fertigte die Kunstgießerei Lauchhammer einen von Cauer entworfenen Gotischen Brunnen für die Stadt Frankfurt am Main an. 1912 gestaltete Cauer einen Zierbrunnen für die Villa von Otto Schott in Jena. 1915 schuf er das Nagelbild Eiserner Wehrmann. Für die Grabkapelle auf Gut Grabau in Holstein gestaltete er 1923 eine Madonnenstatue.
Der 1908 von Cauer geschaffene Puttenbrunnen wurde 1912 auf der Internationalen Springbrunnenmesse in Posen mit dem ersten Preis ausgezeichnet. Die Stadt Posen wollte den Brunnen erwerben, Cauer schenkte ihn aber der Stadt Königsberg und wurde in der Nähe des Schlosses aufgestellt. 1936 wurde er auf den Hof des Universitätskrankenhauses verlegt, wo er im Laufe der Jahre verfiel. Zu Beginn des 21. Jahrhunderts wurde er restauriert und 2011 auf dem Gelände des Museums der Weltmeere neu aufgestellt.

## Ehrungen
- 1912: Erster Preis der Internationalen Springbrunnenmesse in Posen
- Mitglied der Akademie der Künste Berlin[13]
- Bronzeportrait von Käte Krakow
- 1942: Goethe-Medaille für Kunst und Wissenschaft

## Schüler
- Käte Krakow